# Pierre Caque
Pierre Caque, né le 27 août 1909 à Bétheniville et mort d'une congestion pulmonaire le 6 décembre 1948 à Reims, est un joueur français de basket-ball.
Fidèle durant toute sa carrière au CAUFA dont il a été le capitaine et même le président -joueur à partir de 1940 et avec lequel il a remporté deux titres de champion de France en 1932 et 1933, il est membre de l'équipe de France de basket-ball qui a participé aux Jeux Olympiques de Berlin en 1936. 